# Świadectwo prawdy
Świadectwo prawdy – gnostycki utwór z Nag Hammadi (NHC IX,3). Tytuł tego utworu został nadany przez wydawców, oryginalny się nie zachował. Autor uważa się za chrześcijanina i cytuje apokryfy oraz Stary i Nowy Testament. Przekonuje do radykalnej ascezy i z tej pozycji krytykuje postawę chrześcijan.